# (13840) Wayneanderson
(13840) Wayneanderson (1999 XW31) – planetoida z grupy pasa głównego asteroid okrążająca Słońce w ciągu 3,77 lat w średniej odległości 2,42 j.a. Odkryta 6 grudnia 1999 roku.